# Made in India
Made in India è il settimo album in studio della cantante indiana Alisha Chinai, pubblicato nel 1995. 

## Tracce
1. Made in India – 4:26
2. Lover Girl – 4:46
3. Dil – 4:57
4. Tu Kahaan – 4:45
5. Ek Baar Do Baar – 4:20
6. Aajaa – 4:21
7. Mere Saath – 4:15
8. Oo La La – 4:17
9. Dhadkan – 4:19
10. Made in India (Remix) – 5:37
11. De De – 4:13